# Michael Howard
Michael Howard, Baron Howard of Lympne, właśc. Michael Hecht (ur. 7 lipca 1941 w Gorseinon w Walii) – brytyjski polityk, w latach 2003–2005 lider brytyjskiej Partii Konserwatywnej, wcześniej minister w rządach Margaret Thatcher i Johna Majora. Poseł do Izby Gmin w latach 1983–2010. Od 2010 par dożywotni.

## Życiorys
Syn żydowskich imigrantów z Rumunii. Ukończył studia historyczne na Uniwersytecie Cambridge. Na stanowisku szefa torysów zastąpił Iaina Duncana Smitha. Jest deputowanym do Izby Gmin z okręgu Folkestone and Hythe, wchodził w skład gabinetu Johna Majora.
Howard był autorem wypowiedzi o „polskich obozach koncentracyjnych”, która wywołała wiele negatywnych komentarzy, a także pomysłu zniesienia, obowiązującego od 1701, zakazu wyznawania przez brytyjskiego monarchę katolicyzmu.

## Wczesne lata życia
Syn rumuńskiego sprzedawcy Bernarda Hechta i Walijki Hildy Kershion. Jego rodzina zmieniła nazwisko na „Howard”, kiedy Michael miał 6 lat. Michael odebrał wykształcenie w Llanelli Grammar School oraz w Peterhouse w Cambridge. W 1962 został przewodniczącym Cambridge Union Society. Początkowo studiował ekonomię, później rozpoczął studia prawnicze. W 1964 został powołany do korporacji Inner Temple. Specjalizował się w prawie pracy. Pod koniec lat 60. wstąpił do Bow Group, której przewodniczącym został w 1970.
Związany z Partią Konserwatywną startował bez powodzenia w okręgu Liverpool Edge Hill w 1966 i 1970. Po tych niepowodzeniach kontynuował prawniczą. W 1982 otrzymał tytuł Radcy Królowej. W latach 70. był zwolennikiem członkostwa Wielkiej Brytanii w EWG i członkiem Britain in Europe Group. W czerwcu 1982 Partia Konserwatywna nominowała go swoim kandydatem w okręgu Folkestone and Hythe. Wybory, które odbyły się w 1983, Howard wygrał bez problemu.
W latach 60. pracował przy głośnej sprawie rozwodowej modelki Sandry Paul. W 1975 Howard poślubił Sandrę. Ma z nią dwoje dzieci – syna Nicholasa (ur. 1976) i córkę Larissę (ur. 1977).

## Kariera polityczna
Howard bardzo szybko piął się po szczeblach partyjnej i rządowej kariery. Już w 1985 został parlamentarnym podsekretarzem stanu w ministerstwie handlu i przemysłu, odpowiedzialnym za sprawy finansowe City of London. Po wyborach 1987 został ministrem stanu ds. samorządu lokalnego. Na tym stanowisku odpowiadał za prowadzenia kontrowersyjnej „Sekcji 28” Local Government Act 1988, która zakazywała władzom samorządowym promocji homoseksualizmu, albo publikowania materiałów mających na celu promocję homoseksualizmu w szkołach. Odpowiadał również za uchwalenia Local Government Finance Act 1988, który zmieniał przepisy podatkowe.
W latach 1988–1989 był ministrem ds. wody i planowania został w styczniu 1990 członkiem gabinetu jako minister zatrudnienia. Po rezygnacji Margaret Thatcher w listopadzie 1990 Howard utrzymał swoje stanowisku w rządzie Johna Majora. Po wyborach 1992 został ministrem środowiska. W 1993 został ministrem spraw wewnętrznych. Na tym stanowisku podjął nieudaną próbę zmiany przepisów prawa karnego.
Po przegranych wyborach 1997 John Major zrezygnował z funkcji lidera konserwatystów. Howard i William Hague ogłosili, że będą wspólnie ubiegać się o przewodnictwo partii – Howard miał być liderem, a Hague przewodniczącym. Jednak już następnego dnia po tej deklaracji Hague zdecydował się startować na własną rękę. Howard odpadł już w pierwszej turze głosowań. Zaszkodziła mu krytyka jego działalności jako szefa resortu spraw wewnętrznych. Howard poparł następnie Hague'a, który wygrał wybory i powierzył Howardowi stanowisko ministra spraw zagranicznych w gabinecie cieni. Stanowisko to piastował do 1999, kiedy wycofał się do tylnych ław parlamentu.

## Lider opozycji
Porażka konserwatystów w wyborach 2001 sprawił, że Howard powrócił do aktywnej działalności politycznej. Nowy lider konserwatystów, Iain Duncan Smith, powierzył mu stanowisko Kanclerza Skarbu w gabinecie cieni. Po usunięciu Smitha ze stanowiska lidera partii wybory w listopadzie 2003 wygrał Howard i stanął na czele gabinetu cieni. Uważany był za efektywniejszego lidera Opozycji niż jego poprzednicy. Często krytykował politykę gabinetu Tony’ego Blaira, zwłaszcza w kwestii zaangażowania Wielkiej Brytanii w Iraku.
W 2003 The Spectator przyznał Howardowi tytuł Parlamentarzysty Roku, głównie za jego działania na stanowisku opozycyjnego Kanclerza Skarbu.
Do wyborów w maju 2005 Howard poprowadził Partię Konserwatywną pod hasłami zmiany polityki karnej oraz prawa imigracyjnego i podatkowe. Wybory zakończyły się jednak kolejną porażką konserwatystów, jednak partia Howarda zyskała 33 miejsca w Izbie Gmin. Przewaga Partii Pracy stopniała ze 167 do 66 miejsc w parlamencie. Następnego dnia po wyborach Howard ogłosił, że nie poprowadzi Partii Konserwatywnej w następnych wyborach i jak najszybciej zrezygnuje ze stanowiska lidera partii.

## Późniejsze życie
17 marca 2006 Howard ogłosił, że nie wystartuje w kolejnych wyborach parlamentarnych. 22 lutego 2007 został honorowym patronem Uniwersyteckiego Stowarzyszenia Filozoficznego w dublińskim Trinity College.
W 2010 otrzymał tytuł barona (Baron Howard of Lympne), przez co wszedł w skład Izby Lordów jako par dożywotni.
W 2011 został mu nadany Order Towarzyszy Honoru.